# ペーター・スローターダイク
ペーター・スローターダイク（Peter Sloterdijk、1947年6月26日 - ）は、ドイツ・カールスルーエ出身の哲学者、テレビ番組司会者、カルチュラル・スタディーズを専門とする社会学者、随筆家。現在はカールスルーエ造形大学 (Staatliche Hochschule für Gestaltung Karlsruhe) の学長兼教授として、哲学およびメディア理論の講義を担当している。

## 経歴
1968年から1974年にかけてミュンヘン大学およびハンブルク大学で哲学とドイツ学、歴史学などを学び、1975年にハンブルク大にて博士号 (Ph.D.) を取得。1978年から1980年にかけて、物議を醸したインド人グルのバグワン・シュリ・ラジニーシ（後にオショーとして知られる）のプネーのアシュラムに巡礼して滞在し、ネオ・サニヤシンと呼ばれる弟子となり師事していた。 
1980年代にかけてフリーランスの著述家として活動し、1983年には処女作『シニカル理性批判』(de:Kritik der zynischen Vernunft) を発表。これ以降に発表された一連の著書もドイツ国内では高く評価されている。2001年にはカールスルーエ・アート・アンド・メディア・センター付属カールスルーエ造形大学の学長に任命され、翌2002年からは、現代社会の諸問題について突っ込んだ議論が繰り広げられるドイツZDFのテレビ番組『Im Glashaus: Das Philosophische Quartett』の共同司会者としても活動している。2005年ジークムント・フロイト賞受賞。

## 思想
スローターダイクの思想は、大学教授としての厳格なアカデミズム的態度と、ある種の反アカデミズム的感覚とをうまく両立させている点に特徴がある。スローターダイクは1970年代にインド人グルのバグワン・シュリ・ラジニーシの弟子であったが、その教えに現在でも強い関心を抱き続けている点に反アカデミズム精神が見られる。また、スローターダイクの思想は論争の種となることが多いものの、「論争好きの思想家」と呼ばれることを嫌い、代わりに自身を「大仰に話すきらいがある」程度だと評している。
彼の思想は二元論（二分法）の存在、すなわち「霊魂と肉体」とか「主体と客体」、または「文化と自然」といった関係性を否定する。なぜなら、そういった関係性における相互作用（すなわち、後述する「共在空間」）や一般的な科学技術の進展により、二元論的な関係性が入り混じった現実が生み出され得るからである（具体例として情報化社会が挙げられる）。時にポスト・ヒューマニズムと捉えられることもあるスローターダイクの思想は、（自身の言葉を借りれば）「誤解」に基づいて別個のものとみなされている種々の要素群を統合することを目的としている。その思想の帰結として、スローターダイクは人間や動物、植物、機械といったあらゆる存在を包含する「存在論的なる構成体」の創生を提言している。
ラジニーシの弟子であったスローターダイクには、東洋思想の影響が明らかにあり、リンショーピング大学のダニエル・アンダーソンは、スローターダイクの1989年の著作『Eurotaoismus（無限の動員）』の書評で、本書では彼自身、東洋思想の影響を認識していると述べているが、一般的には無視されがちである。

### 『シニカル理性批判』
『シニカル理性批判』（de:Kritik der zynischen Vernunft, en:Critique of Cynical Reason）は、第二次世界大戦後に出版されたドイツ語の哲学書として最も良く売れた作品であり、哲学者スローターダイクの処女作である。日本国内では1996年にミネルヴァ書房から大阪大学教授の高田珠樹による邦訳が出版されている。

### 『球体』三部作

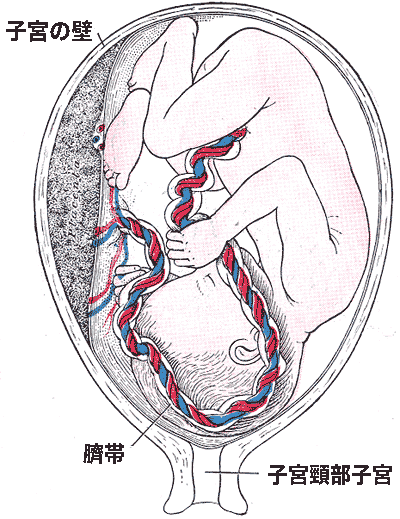
「球体」としての子宮

『球体』(Sphären) 三部作は、スローターダイクの代表作であり、第1巻は1998年、第2巻は1999年、最終巻は2004年にそれぞれ出版されている。日本語訳はない。
『球体』三部作は共在空間、すなわち一般的に見過ごされていたり、あるいは当然のものとみなされているものの、実際には人間理解を深める上で欠かすことが出来ない情報を秘めた諸空間についての著作である。その思索は、まず哺乳類とその他の動物との基本的な違いを吟味するところから始まる。つまり、哺乳類にのみ存在する子宮について述べられているわけだが、この子宮の持つ生物学的な快適性は、人類にとってある種の根源的な理想郷として想起される。そのため、人類は科学やイデオロギー、あるいは宗教を通じて子宮の心地よさを再現しようとするのである。スローターダイクは、実物の子宮内（「胎児-胎盤」といった存在論的な関係性）のような「小さな球体」から、「巨大な子宮」とでも言うべき民族や国家といった「大きな球体」に至るまで、人間が留まろうとしつつも叶わない「球体」を分析し、絶望やニヒリズム（自己陶酔的な孤立）といった生存の危機と「球体」が壊れるときに生じる危機との関連性を突き止める。
スローターダイクによれば、『球体』三部作の序盤は「ハイデガーが（『存在と時間』の副読本として）書くべきだった作品」としている。ここでスローターダイクが言及しているのは、自身が現存在という概念に対してハイデガーの立場から離れていく以前に持っていた考えについてである。

### グローバリゼーション
スローターダイクによれば、グローバル化現象に対する一般的な捉え方には「距離的制限の克服」という人類史的な視野が欠けているという。ここで古代ギリシャにおける天文学の発展を「第一の波」、15世紀における航海術の進展を「第二の波」としたとき、スローターダイクはグローバル化を「第三の波」と位置づけ、その帰結の違いを次のように説明する。すなわち、第二の波は世界を統一的に捉える見方を生み出したが、第三の波はむしろ（反グローバリズムや保護貿易主義とでも言うべき）偏狭な自国優先主義を生み出しているという。
スローターダイクが哲学的観点から思い描くグローバル化の歴史は、Die letzte Kugel（最後の球体）という副題で2005年に発表された Im Weltinnenraum des Kapitals（資本の内部空間）で論じられている。

### 『憤怒と時間』
著書 Zorn und Zeit（憤怒と時間）においては、歴史全体を通じて人類を突き動かしてきた心理的な原動力として「怒り」の感情を重視している。その傾向は西洋史において特に顕著であり、例えば（西洋史の文献としては最古のものである）ホメロス著『イーリアス』は、「女神よ、怒りを歌ってください…」という一節から物語が展開していく。
また、人間の持つ強い感情的態度を理解する上で、スローターダイクは精神分析学が果たしてきた役割を高く評価している。スローターダイクの解釈によれば、ユダヤ/キリスト教における神理解とは、結局のところ憤怒や怨念といった感情に「便乗」したものに過ぎず、いわば「報復感情に対する形而上の防波堤」のように機能しているという。神は「かくして解消されることのない怒りと報復の感情をひたすらに蓄積する墳墓の所在地」となる。

## 自身の意見をめぐる論争

### 遺伝学について
スローターダイクは、自身が主催したシンポジウム（テーマは「哲学とハイデガー」）を終えた当時、とある論争を巻き起こすこととなる『「人間園」の規則』（既訳）という著作を発表する。この作品の中でスローターダイクは、文化や文明を「人為的温室」、すなわち人類文明のための装置であるとした。例えば、野生動物禁猟区はあくまで特定の野生動物を守るために作られた空間であり、人類の生存には適さない。逆を言えば、アリストテレスが言うところの「社会的動物」である我われ人類は、その動物（＝人類）の生存を保障するより巧妙な政策を採用せねばならないのではないか、とスローターダイクは主張する。
ドイツ近代史上における失政、すなわちナチスの優生学に基づく政策への反省から、ドイツ国内では遺伝子操作に関する議論が避けられる傾向がある。しかし、スローターダイクはあえてそのタブーを破り、来るべき新世代の遺伝子技術には、より率直な議論と「生物-文化的」繁殖に関する（＝より人類の生存に整合的な）規制が不可欠である、と説いた。この主張を目にしたユルゲン・ハーバーマスはスローターダイクを「ファシスト」と批評するが、この批判に対してスローターダイク自身は「ファシストという言葉を使うことで自分を貶めようとしているに過ぎない」と反論している。

### 福祉国家について
スローターダイクは、ドイツ主要紙『フランクフルター・アルゲマイネ』（2009年6月13日発行号）に Die Revolution der gebenden Hand（手助けの革命）と銘打った論説を掲載し、福祉国家は「税金を（再分配という形で）奪い合う泥棒国家」であり、国家を「怨嗟のたまり場」とするばかりか、市民を「税法に欺かれて支配される存在」へと貶める、と主張した。この論説が新たな論争を醸し出すこととなる。
論説の冒頭、スローターダイクはよく知られた無政府主義者による資本主義批判（ピエール・ジョゼフ・プルードン著『財産とは何か』）の一節を引用する。すなわち、「財産とは他者から略奪したものなのだ！」という主張である。そして、現在では近代国家こそがそういった略奪者の胴元であり、「我々は（徴収された）税金を奪い合う半-社会主義国家に住んでいるにもかかわらず、誰もそれを財政的内戦と呼ぶことはない」と続ける。

## 著作一覧

### 日本語訳版
- 『魔の木―1785年における精神分析の成立・心理学の哲学を物語る試み』1988年
- 『シニカル理性批判』1996年
- 『「人間園」の規則―ハイデッガーの『ヒューマニズム書簡』に対する返書』2000年
- 『大衆の侮蔑―現代社会における文化闘争についての試論』2001年
- 『空震―テロの源泉にて』2003年

### オリジナル（ドイツ語）版
- Kritik der zynischen Vernunft, 1983.
- Der Zauberbaum. Die Entstehung der Psychoanalyse im Jahr 1785, 1985.
- Der Denker auf der Bühne. Nietzsches Materialismus, 1986. (Thinker on Stage: Nietzsche's Materialism)
- Kopernikanische Mobilmachung und ptolmäische Abrüstung, 1986.
- Zur Welt kommen – Zur Sprache kommen. Frankfurter Vorlesungen, 1988.
- Eurotaoismus. Zur Kritik der politischen Kinetik, 1989.
- Versprechen auf Deutsch. Rede über das eigene Land, 1990.
- Weltfremdheit, 1993.
- Falls Europa erwacht. Gedanken zum Programm einer Weltmacht am Ende des Zeitalters seiner politischen Absence, 1994.
- Scheintod im Denken - Von Philosophie und Wissenschaft als Übung, Frankfurt am Main (Suhrkamp), 1995.
- Im selben Boot - Versuch über die Hyperpolitik, Frankfurt am Main (Suhrkamp), 1995.
- Selbstversuch, Ein Gespräch mit Carlos Oliveira, 1996.
- Der starke Grund zusammen zu sein. Erinnerungen an die Erfindung des Volkes, 1998.
- Sphären I – Blasen, Mikrosphärologie, 1998. (Spheres I)
- Sphären II – Globen, Makrosphärologie, 1999. (Spheres II)
- Regeln für den Menschenpark. Ein Antwortschreiben zu Heideggers Brief über den Humanismus, 1999.
- Die Verachtung der Massen. Versuch über Kulturkämpfe in der modernen Gesellschaft, 2000.
- Über die Verbesserung der guten Nachricht. Nietzsches fünftes Evangelium. Rede zum 100. Todestag von Friedrich Nietzsche, 2000.
- Nicht gerettet. Versuche nach Heidegger, 2001.
- Die Sonne und der Tod, Dialogische Untersuchungen mit Hans-Jürgen Heinrichs, 2001.
- Tau von den Bermudas. Über einige Regime der Phantasie, 2001.
- Luftbeben. An den Wurzeln des Terrors, 2002.
- Sphären III – Schäume, Plurale Sphärologie, 2004. (Spheres III)
- Im Weltinnenraum des Kapitals, 2005.
- Was zählt, kehrt wieder. Philosophische Dialogue, with Alain Finkielkraut (from French), 2005.
- Zorn und Zeit. Politisch-psychologischer Versuch, 2006. ISBN 3-518-41840-8
- Der ästhetische Imperativ, 2007.
- Derrida Ein Ägypter, 2007.
- Gottes Eifer. Vom Kampf der drei Monotheismen, Frankfurt am Main (Insel), 2007.
- Du mußt dein Leben ändern, Frankfurt am Main (Suhrkamp), 2009.
- Philosophische Temperamente Von Platon bis Foucault, München (Diederichs) 2009. ISBN 978-3-424-35016-6